# Jaume Huguet
Jaume Huguet (ou Jaime Huguet), né à Valls vers 1415 et mort à Barcelone en 1492, est un peintre catalan. D'après Salvador Sampere i Miquel, spécialiste de la peinture catalane au début du XXe siècle, « les influences flamandes se fondent chez lui dans la technique de la vieille école catalane », ce qui fait de Jaume Huguet le représentant d'une « tendance traditionnelle » de la peinture catalane au milieu du XVe siècle, par opposition à Lluís Dalmau, plus marqué par l'influence flamande, et en particulier Jan van Eyck.

## Biographie

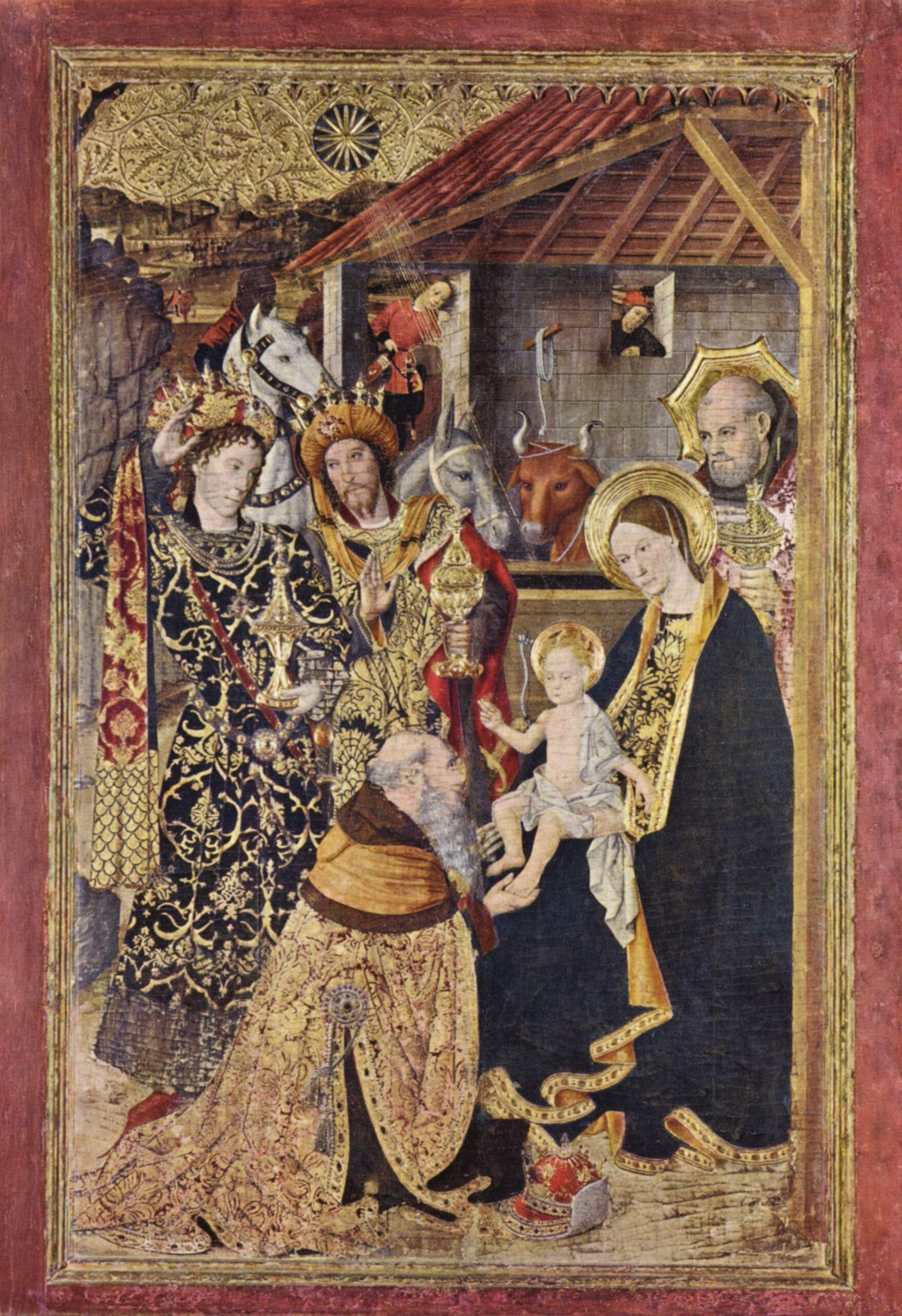
Panneau central du retable du connétable de Portugal représentant l'Adoration des mages (1464-1465), Musée d'histoire de Barcelone (MUHBA). Ce retable a été commandé par Pierre IV de Portugal pour la chapelle royale de Barcelone.

Jaume Huguet naît dans une famille de cardeurs de laine de Valls ; en 1419, à la mort de son père, il part à Tarragone, où il vit chez son oncle, le peintre Pere Huguet, qui devient son tuteur. En 1434, celui-ci l'emmène avec lui à Barcelone, où Jaume entre en contact avec les courants les plus récents de la peinture européenne de l'époque, notamment par le biais de Bernat Martorell. Il semble que Jaume Huguet ait travaillé à Saragosse entre 1440 et 1445, puis à Tarragone, où il est influencé par le style flamand de Lluís Dalmau, tout en gardant les motifs typiques du gothique international. C'est de ce séjour à Tarragone que date probablement le retable de Vallmoll (Barcelone, Musée national d'art de Catalogne et musée de Tarragone). 
Jaume Huguet retourne à Barcelone, où il s'installe définitivement en 1448 ; il s'y marie en 1454 avec Joana Baruta. En 1450, il réalise le retable de l'Épiphanie pour un oratoire privé. La période la plus importante de sa production artistique commence, avec un dessein clair et très expressif sur un fond doré (qui tient avant tout des exigences de sa clientèle artisanale et marchande) et des reliefs de stuc qui donnent à ses œuvre un aspect archaïque. Huguet se détache de Martorell et Dalmau par l'expression dans ses œuvres d'une certaine émotion, et d'un sens singulier du mysticisme et de la grandeur. Il s'intéresse aussi à l'aménagement de l'espace, aux effets de lumière et étudie les paysages naturels pour pouvoir les insérer dans le fond de ses compositions. Entre 1455 et 1460, il peint une Mise au tombeau et une Flagellation (toutes deux conservées au musée du Louvre), des devants d'autel pour la confrérie des cordonniers de Barcelone. 
Les œuvres de sa maturité sont réalisées avec une plus grande variété de style. On peut noter le Retable de saint Vincent de Sarrià (Barcelone, Musée national d'art de Catalogne), dont cinq panneaux ont été exécutés entre 1458 et 1460, le Retable de saint Antoine abbé (1455-1458) détruit lors des émeutes de 1909, le Retable des revendeurs (1455-1460) dont seuls subsistent la Vierge à l'enfant avec quatre saints et cinq des panneaux latéraux, conservés au MNAC de Barcelone, le Retable des saints Abdon et Senen (1459-1460) conservé à l'église Sainte-Marie de Terrassa, et le Retable du connétable de Portugal ou de l'Épiphanie (Musée d'histoire de Barcelone). Il est président de la corporation des peintres de la confrérie de saint Étienne de 1454 à 1460 et de 1470 à 1480. Son atelier détient un quasi-monopole sur la production de retables dans la région de Barcelone de 1454 à 1492.  
Il achève vers 1465 le retable de saint Augustin, commandé le 4 décembre 1463 par la confrérie des tanneurs pour leur chapelle de l'église des Augustins, et considéré par certains critiques comme son œuvre la plus importante. Ce retable avait été commandé en 1452 à Lluís Dalmau, mais celui-ci était mort en 1460 s'en s'être exécuté. Jaume Huguet reçoit pour son travail 1 100 livres, somme remarquable pour l'époque. Aucun de ses autres retables n'avait atteint la moitié de ce prix. 

Retable de Saint-Sébastien et Saint-Thècle, cathédrale de Barcelone.

À la fin de sa vie, son atelier livre des œuvres plus novatrices que les siennes propres, en raison de l'évolution des goûts de sa clientèle ; sa production semble s'industrialiser (retable de Sainte Thècle, 1486, Cathédrale de Barcelone) notamment grâce à la collaboration de différents membres de la famille Vergós ; cet atelier ne disparaît d'ailleurs pas à sa mort, exécutant les œuvres commandées, et en acceptant même de nouvelles.
Il est généralement considéré comme le peintre le plus représentatif de l'école catalane du XVe siècle, avec pour spécificité « l'élégance et la mélancolie qu'il imprime à ses figures, dans lesquelles on peut déceler l'influence italienne ». Figure dominante de la peinture gothique de la fin du XVe siècle, il représente l'ultime stade de l'âge d'or barcelonais. Parmi les caractéristiques de son style, d'autres critiques relèvent « l'élégance des figures jeunes », l'emploi de couronnes de feuilles en relief pour le nimbe des saints, et la représentation des oreilles, « anatomiquement mal conformées et mal placées ».

## Œuvres
Les documents écrits permettent d'établir l'existence d'au moins douze retables de Jaume Huguet. On en connaît trois autres pour lesquels aucune trace écrite n'a été conservée.

### Grands retables conservés dans leur intégralité

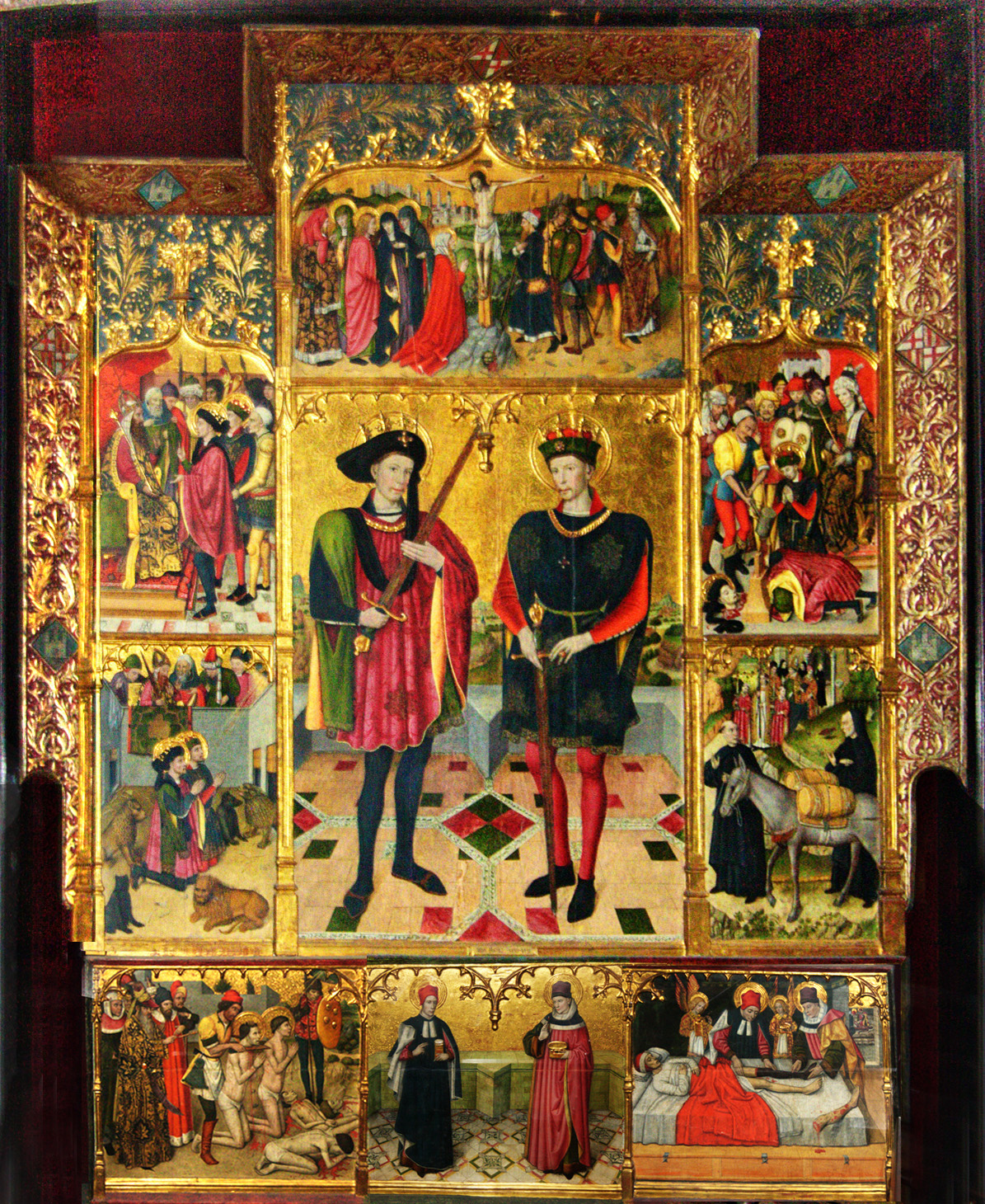
Retable des saints Abdon et Sennen.

- Retable des saints Abdon et Sennen (1459-1460), technique mixte sur bois, env. 290 × 220 cm, Terrassa, église Saint-Pierre de Terrassa
- Retable du Connétable, ou de l'Épiphanie (1464-1465), env. 673 × 368 cm, pour la chapelle Sainte-Agathe du Palais royal de Barcelone (commande de Pierre de Coimbra)
- Retable de la Transfiguration (1466-1475) de la cathédrale de Tortosa

### Autres grands retables
Retable de Valmoll
Le retable de Valmoll, réalisé pour l'ancienne église paroissiale Sainte-Marie de Valmoll, remonte au séjour de Jaume Huguet à Tarragone ; il est donc antérieur à 1448. Trois panneaux subsistent :
- le panneau central (une Vierge à l'enfant entourée d'anges), qui se trouve au Musée national d'art de Catalogne (MNAC) ;
- le panneau représentant l'Annonciation, actuellement au musée diocésain de Tarragone ;
- et celui représentant la Déploration du Christ, conservé au musée du Louvre.

Retable de saint Vincent
Le retable de saint Vincent (1455-1462) était destiné à l'autel majeur de la nouvelle église de Sarrià. Il représente plusieurs scènes de la vie de Vincent de Saragosse (martyrisé au début du IVe siècle) ; cinq panneaux sont aujourd'hui exposés au MNAC :
- l'ordination de saint Vincent par saint Valère de Saragosse ;
- saint Vincent devant le préfet Dacien ;
- saint Vincent au bûcher ;
- saint Vincent déchiré par des ongles de fer ;
- les miracles posthumes de saint Vincent.

Retable de saint Michel

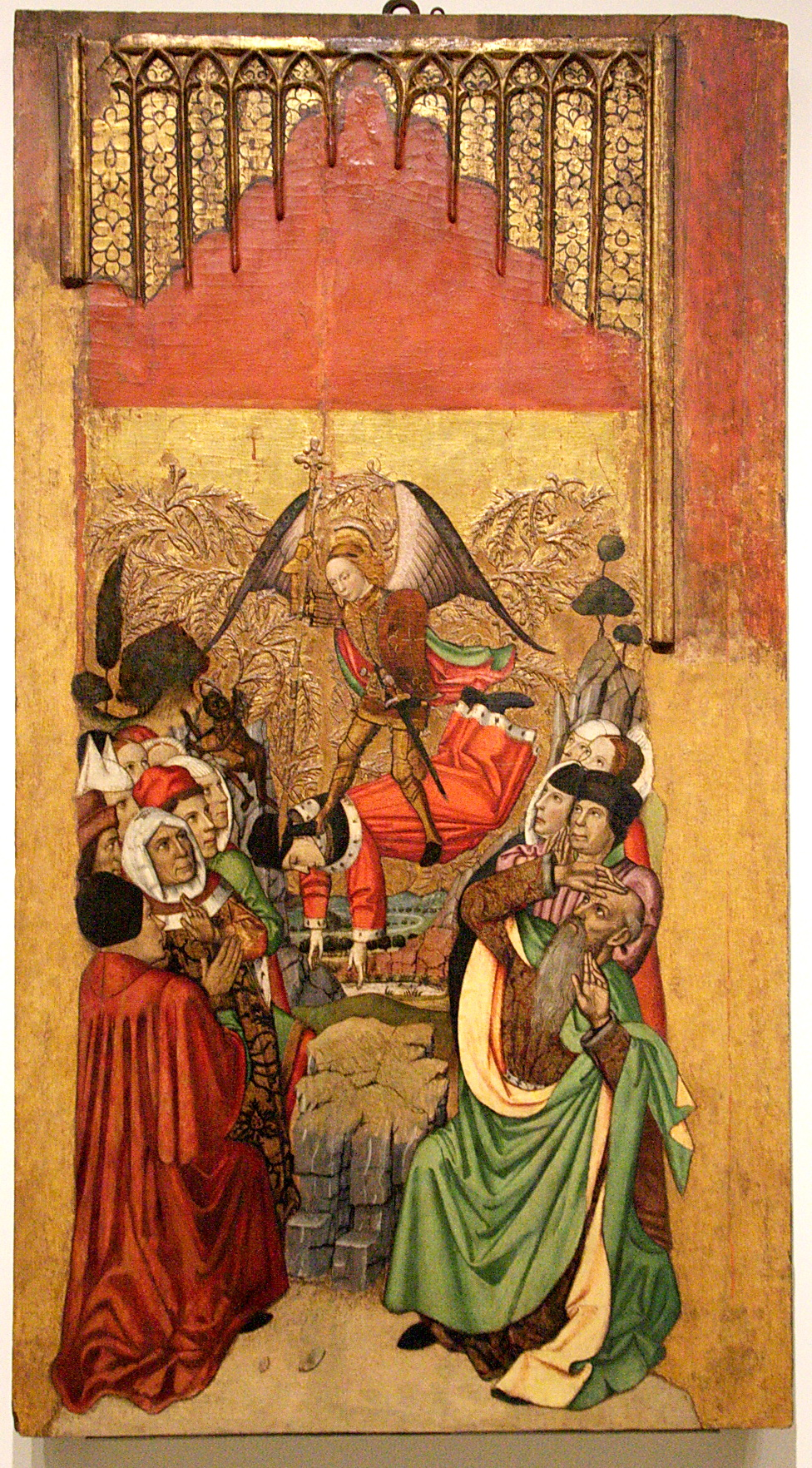
Saint Michel vainqueur de l'Antéchrist.

Six panneaux du retable de saint Michel (1455-1460), destiné à une chapelle de l'église Santa Maria del Pi, à Barcelone, sont aujourd'hui exposés au MNAC :
- saint Michel vainqueur de l'Antéchrist ;
- le Calvaire ;
- la mère de Dieu avec des saintes (Lucie, Barbe et Agnès) ;
- saint Michel ;
- l'apparition de saint Michel au château Saint-Ange ;
- le miracle du Mont-Saint-Michel.

Retable de saint Augustin
Trois panneaux du retable de saint Augustin (1465-1475), commandé par la corporation des mégissiers de Barcelone, réalisé avec par Jaume Huguet avec son atelier, sont aujourd'hui exposés au MNAC :
- la consécration de saint Augustin ;
- la Sainte Cène ;
- le chemin du Calvaire.

### Retables de petit format
- Retable de l'Épiphanie (v. 1450, conservé au musée épiscopal de Vic)
- Retable de la mère de Dieu et des saints (v. 1470, également conservé au musée épiscopal de Vic)
- Retable de Pertegàs (1470-1480, conservé au MNAC), réalisé avec son atelier, aussi appelé retable de sainte Anne, saint Barthélémy et sainte Madeleine), destiné à la chapelle Sainte-Anne de l'église Saint-Martin de Pertegàs de Sant Celoni.
- Autel des Archanges, Galerie Luis Elvira, Espagne[7]

### Autres œuvres

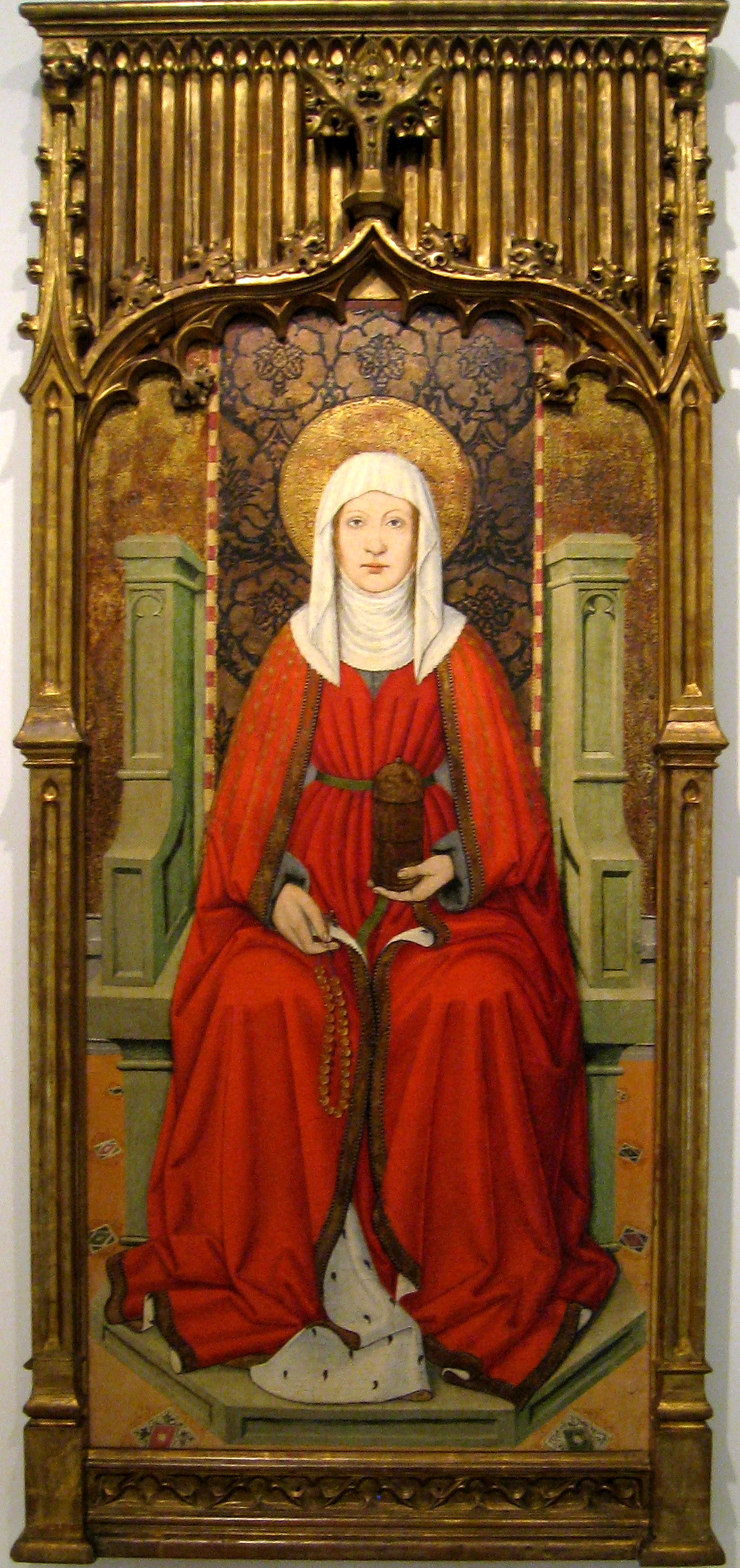
Marie Madeleine.

- Prédelle de l'autel majeur de Sainte-Marie de Ripoll (1455, musée épiscopal de Vic) ;
- Retable de saint Bernard et de l'ange gardien (1462-1475, réalisé avec son atelier, conservé au musée de la cathédrale de Barcelone) ;
- La Flagellation (1462-1475), Musée du Louvre, antependium de la chapelle des cordonniers de la cathédrale de Barcelone ;
- Marie Madeleine (1470, fondation Godia, Barcelone).

### Œuvres perdues
- Retable de saint Antoine abbé (1454-1458) pour l'église Saint-Antoine de Barcelone, détruite en 1909 pendant la Semaine tragique.

### Œuvres attribuées
- Saint Georges et la princesse (1459-1460), conservé au MNAC